# Carletonit
Carletonit ist ein sehr selten vorkommendes Mineral aus der Mineralklasse der „Silikate und Germanate“. Es kristallisiert im tetragonalen Kristallsystem mit der chemischen Formel KNa4Ca4[(OH,F)|(CO3)4|Si8O18]·H2O, ist also chemisch gesehen ein wasserhaltiges Kalium-Natrium-Calcium-Silicat mit zusätzlichen Karbonat-Gruppen und Hydroxidionen bzw. Fluoridionen, das strukturell zu den Schichtsilikaten (Phyllosilikaten) gehört. Die in den runden Klammern angegebenen Bestandteile Fluorid- und Hydroxidionen können sich in der Formel jeweils gegenseitig vertreten (Substitution, Diadochie), stehen jedoch immer im selben Mengenverhältnis zu den anderen Bestandteilen des Minerals.
Carletonit bildet bis 6 cm große, nach {001} prismatische Kristalle, die entweder farblos sind oder rosa bzw. hell- bis dunkelblaue Farbtöne zeigen und dabei gewöhnlich zoniert sind. Daneben existieren massive derbe Aggregate in Marmor.
Das Mineral wird im intrusiven Gabbro-Syenit-Alkalikomplex von Mont Saint-Hilaire gefunden und tritt in Kernbereichen thermometamorph beanspruchter Nebengesteinsxenolithe aus Schiefern und zwischengeschalteten Kalksteinen (jetzt Hornfelse und verkieselte Marmore) innerhalb von Nephelinsyeniten auf. Begleitminerale sind hauptsächlich Pektolith, Albit, Fluorapophyllit, Calcit, Fluorit, Steacyit, Narsarsukit, Leukosphenit und Magnesio-Arfvedsonit.

## Etymologie und Geschichte

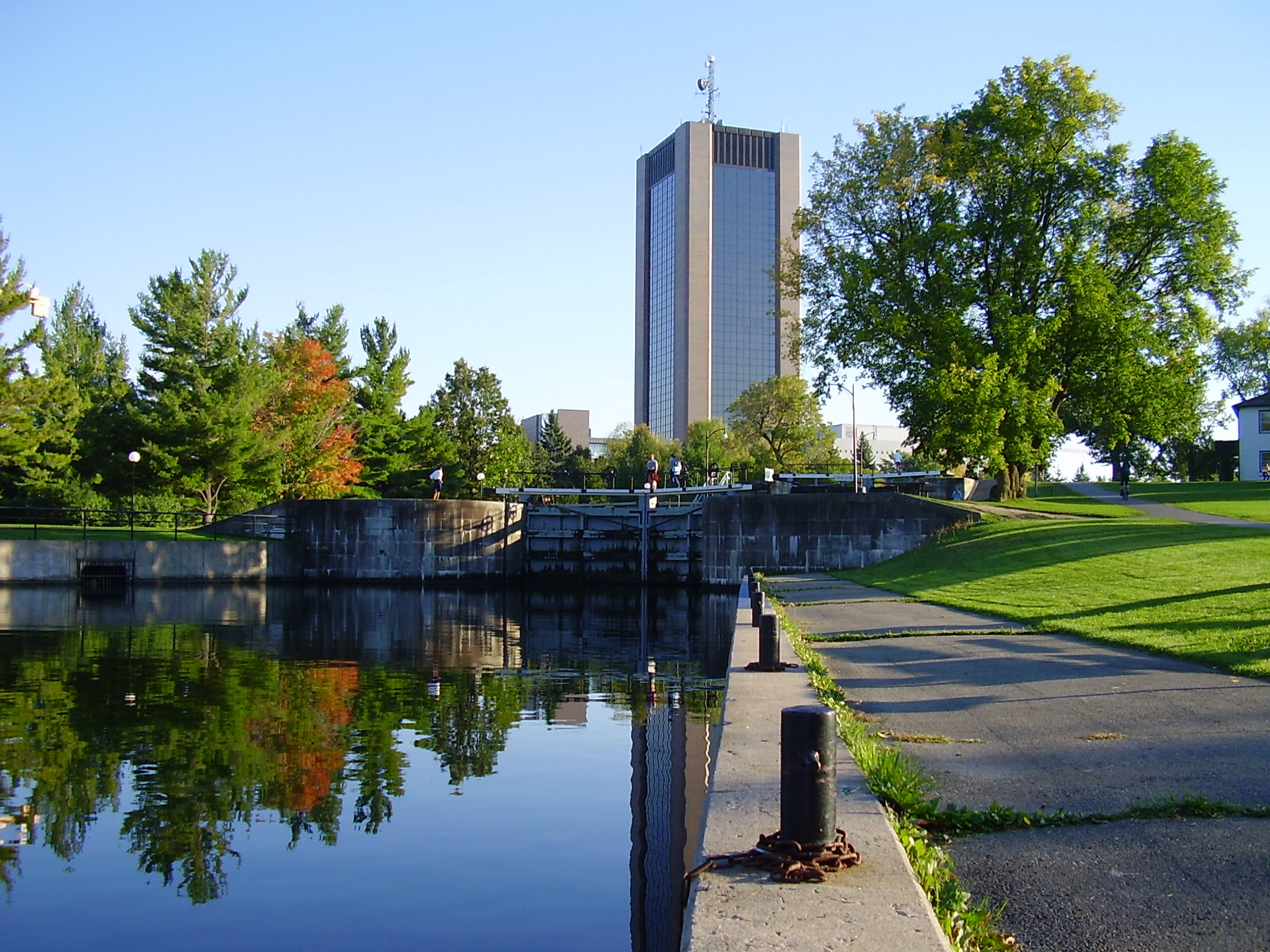
Dunton Tower der Carleton University in Ottawa, nach der das Mineral Carletonit benannt wurde

Bereits im Jahre 1967 hatte ein Team von US-amerikanisch-kanadischen Wissenschaftlern um den Mineralogen und Kristallographen Professor George Y. Chao eine Beschreibung der Minerale des Nephelinsyenits vom Mont Saint-Hilaire vorgelegt und dabei auf die Existenz von zehn unidentifizierten Mineralen am Mont Saint-Hilaire hingewiesen. Darunter befand sich auch eines, welches sich durch charakteristische graduelle Farbübergänge von rosa nach blassblau auszeichnete. Diese Phase wurde vorläufig als „Mineral UK #15“ („Unknown Number 15“) bezeichnet.
Weitere Untersuchungen führten dazu, dass UK #15 bei der International Mineralogical Association (IMA) eingereicht und im Jahre 1969 als neues Mineral anerkannt wurde. Im Jahre 1971 wurde es von George Y. Chao von der Carleton University, Ottawa, Kanada, beschrieben und als Carletonit nach der Universität benannt, an der es zuerst erkannt und untersucht worden war.
Typmaterial des Minerals wird im Canadian Museum of Nature in Ottawa (früher: National Museum of Natural Sciences) (Katalog-Nr. CMNMC 37135, Holotyp, 10 g), sowie im Geological Survey of Canada in Ottawa (Katalog-Nr. NMNCC 012157 (Mesotyp, Matrixstufe) aufbewahrt.

## Klassifikation
In der veralteten 8. Auflage der Mineralsystematik nach Strunz war der Carletonit noch nicht aufgeführt.
In der zuletzt 2018 überarbeiteten Lapis-Systematik nach Stefan Weiß, die formal auf der alten Systematik von Karl Hugo Strunz in der 8. Auflage basiert, erhielt das Mineral die System- und Mineralnummer VIII/H.07-010. Dies entspricht der Klasse der „Silikate“ und dort der Abteilung „Schichtsilikate“, wo Carletonit als einziges Mineral eine unbenannte Gruppe mit der Systemnummer VIII/H.07 bildet.
Die von der International Mineralogical Association (IMA) zuletzt 2009 aktualisierte 9. Auflage der Strunz’schen Mineralsystematik ordnet den Carletonit in die Klasse der „Silikate und Germanate“ und dort in die Abteilung „Schichtsilikate (Phyllosilikate)“ ein. Hier ist das Mineral in der Unterabteilung „Doppelnetze mit 4 und 6-gliedrigen Ringen“ zu finden, wo es als einziges Mitglied eine unbenannte Gruppe mit der Systemnummer 9.EB.20 bildet.
In der vorwiegend im englischen Sprachraum gebräuchlichen Systematik der Minerale nach Dana hat Carletonit die System- und Mineralnummer 72.03.01.04. Das entspricht der Klasse der „Silikate“ und dort der Abteilung „Schichtsilikate: Zweidimensionale unbegrenzte Lagen mit anderen als sechsgliedrigen Ringen“. Hier findet er sich innerhalb der Unterabteilung „Schichtsilikate: Zweidimensionale unbegrenzte Lagen mit anderen als sechsgliedrigen Ringen: 3-, 4- oder 5-gliedrige Ringe und 8-gliedrige Ringe“ in der „Apophyllitgruppe (4- und 8-gliedrige Ringe)“, in der auch Apophyllitgruppe, Fluorapophyllit-(K), Hydroxyapophyllit-(K) und Fluorapophyllit-(Na) eingeordnet sind.

## Chemismus
Carletonit hat (auf Basis von 8 (Si,Al)-Atomen pro Formel) die gemessene Zusammensetzung
K0,74Na3,56(Ca3,74,Mg0,03)Σ=3,77(Si7,89,Al0,11)Σ=8,00O18(CO3)3,65F0,41·2,05H2O, was zu KNa4Ca4Si8O18(CO3)4(F,OH)·H2O idealisiert wurde.
Carletonit besitzt eine nichtstöchiometrische Zusammensetzung und weist Defizite in Kalium, Natrium, Calcium, CO2 und Fluor auf. Der in der Analyse in der Typpublikation angegebene Wassergehalt ist wesentlich höher als es die Strukturformel erfordert, auch wenn man annimmt, dass ein Teil des Wassers in Form von Fluor substituierenden Hydroxygruppen vorliegt. Dieses überschüssige Wasser sitzt wahrscheinlich auf den leeren Positionen der CO2-Gruppe und führt zur Stabilisierung der defekten Struktur.

## Kristallstruktur

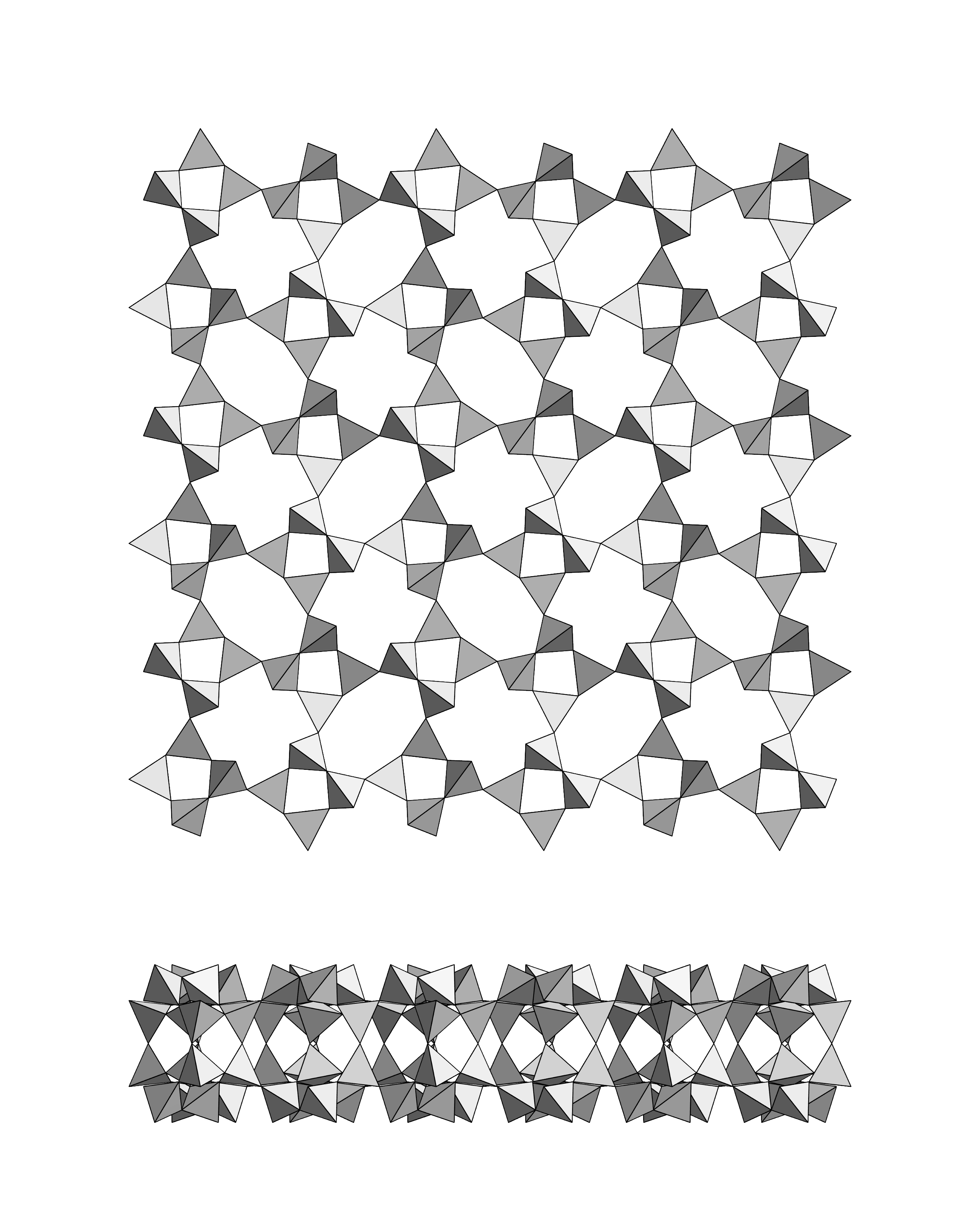
Oben: Projektion einer Silikat-Einzelschicht der Carletonitstruktur auf (001), unten: Projektion auf (100).

Carletonit kristallisiert im tetragonalen Kristallsystem in der Raumgruppe P4/mbm (Raumgruppen-Nr. 127) mit den Gitterparametern a = 13,178 Å und c = 16,695 Å sowie vier Formeleinheiten pro Elementarzelle.
Die Struktur des Carletonits besteht aus einer Apophyllit-artigen Silikat-Doppelschicht mit Vierer- und Achterringen, die sich in Richtung [001] mit einer Carbonatschicht (C1) der Zusammensetzung Na3CO3·□H2O sowie zwei Carbonatschichten (C2) der Zusammensetzung NaCa2CO3(F,OH)0,5 abwechselt. Jeweils zwei unabhängige SiO4-Tetraeder sind über ein gemeinsames Sauerstoffatom miteinander verknüpft und bilden auf diese Weise Achterringe um die vierzählige Symmetrieachse des Carletonits. Im Achterring zeigen die apikalen Sauerstoffatome in alternierenden Tetraedern in entgegengesetzte Richtungen. Jeder Achterring ist lateral über Viererringe mit vier angrenzenden Achterringen über die diagonalen Spiegelebenen hinweg verknüpft, was zu einer unendlichen Einzelschicht führt. Jede der Apophyllit-artigen Si4O10-Einzelschichten ist über die horizontale Spiegelebene (bei z = 0,5) hinweg mit einer weiteren Einzelschicht verbunden. Beide Einzelschichten teilen sich die Hälfte ihrer innerhalb der Einzelschicht nicht verknüpften Sauerstoffatome und bilden dadurch eine Si8O18-Doppelschicht.
Die Doppelschichtstruktur des Carletonits erklärt die sehr vollkommenen Spaltbarkeit des Minerals nach {001}.
Die Si8O18-Doppelschichten im Carletonit stehen strukturell zwischen tetragonalen Si4O10-Einzelschichten wie z. B. in den tetragonalen Vertretern der Apophyllitgruppe oder im Gillespit sowie den Gerüststrukturen einiger Zeolithe wie Harmotom oder Phillipsit. Aus diesem Grund finden sich in der Carletonitstruktur Merkmale beider verwandter Strukturen wieder.
Das Kristallwasser sowie das CO2 wird zwischen 650 und 750 °C ausgetrieben, was mit einer starken endothermen Reaktion bei 692 °C übereinstimmt. Nach dem Verlust von H2O und CO2 bricht die Kristallstruktur des Carletonits vollständig zusammen.

## Eigenschaften

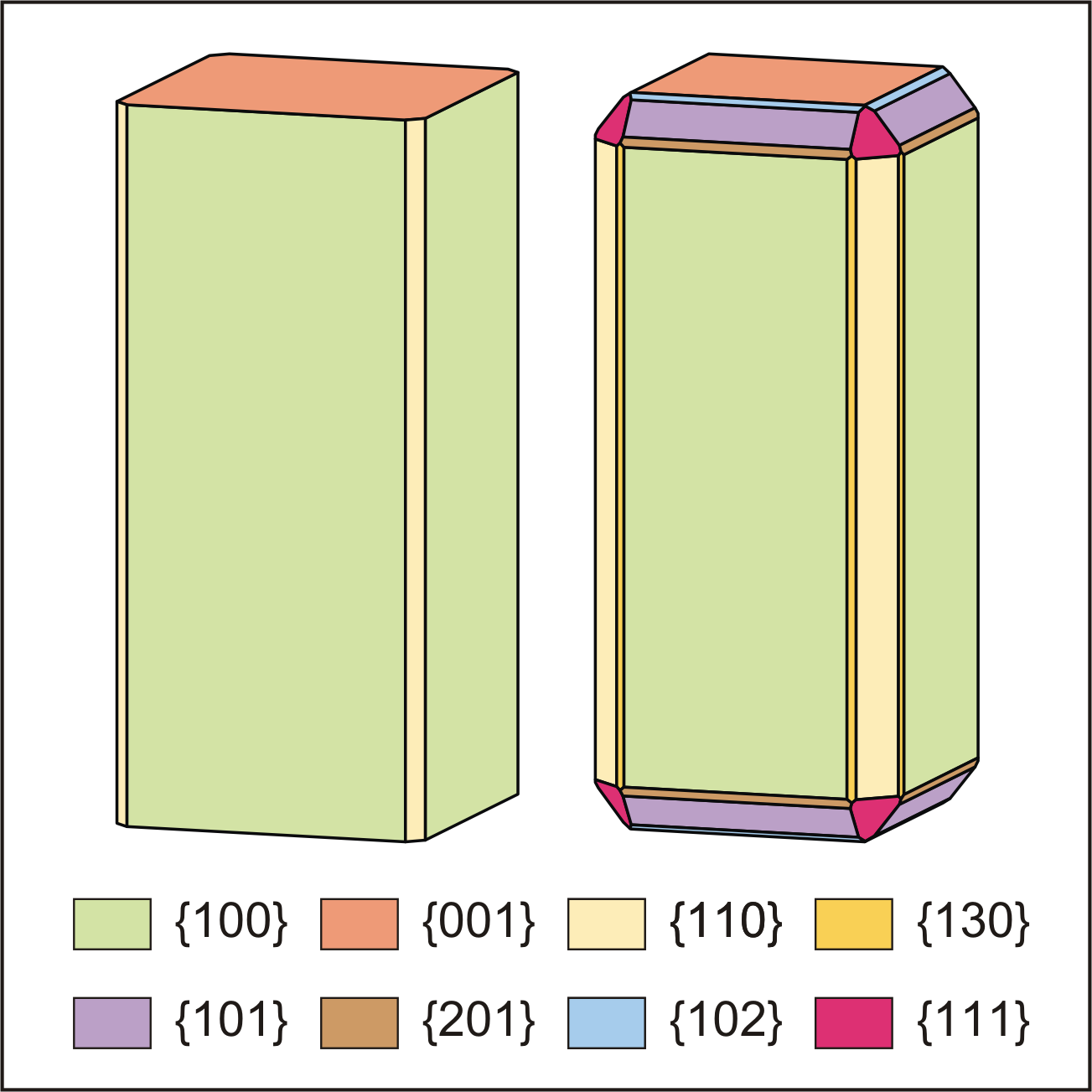
Tracht und Habitus von Carletonit-Kristallen. Links die häufigste Tracht, rechts alle beobachteten Formen (gleiche Farben repräsentieren gleiche Flächenformen).

### Morphologie
Carletonit bildet in Marmoren eingebettete kristalline Massen sowie – in Hohlräumen – auch bis 6 cm große, scharfkantige, formenreiche Kristalle, die als parallelgestapelte Aggregate auf einer Unterlage aus weißen bis blassblauen Carletonitkristallen sitzen. Die durchschnittliche Größe der Kristalle variiert aber nur zwischen 2 und 10 mm. Die tragende und trachtbestimmende Kristallform der kurz- bis langprismatischen Kristalle ist das tetragonale Prisma II. Stellung {100}, welches immer vom Basispinakoid {001} begleitet wird. In den meisten Fällen treten noch das tetragonale Prisma I. Stellung {110} und/oder die tetragonale Dipyramide II. Stellung {101} dazu. An weiteren Flächenformen wurden tetragonale Dipyramiden unterschiedlicher Stellung {201}, {102}, {111} und das tetragonale Prisma I. Stellung {130} beobachtet (vergleiche die nebenstehenden Kristallzeichnungen).

### Physikalische und chemische Eigenschaften

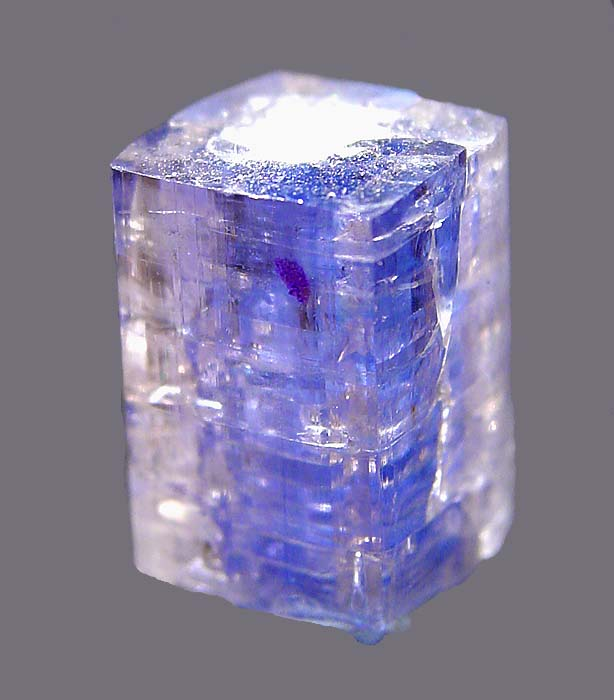
Idiomorpher Carletonit-Kristall aus dem Poudrette Quarry (Größe: 0,8 × 0,5 × 0,5 cm)

Die Farben der Carletonit-Kristalle variieren in einem breiten Bereich. Neben farblosen Kristallen treten auch solche mit weißer, rosafarbenen, blass lilafarbener oder blassblauer über kornblumenblauer bis dunkelblauer Färbung auf. Sehr charakteristisch sind farbzonierte Kristalle mit konzentrischen Zonen um [001]. Dabei ist der Kernbereich der Kristalle blau gefärbt, während die Außenzonen weiß, bläulichweiß oder beigefarben sind. Die Übergänge sind teils graduell, teils sehr scharf, mitunter auch unregelmäßig. Die opake äußere Zone, die mechanisch vom Kern getrennt werden kann, stellt wahrscheinlich eine zweite Carletonit-Generation dar; sie enthält häufig innere Defekte und Einschlüsse. Die Kernbereiche der Kristalle (also die blaue Varietät) weisen einen schwachen Pleochroismus von O = sehr blass blau nach E = sehr blass rosabraun auf.
Die Strichfarbe des Carletonits ist immer weiß. Die Oberflächen der durchscheinenden bis durchsichtigen, im Randbereich gelegentlich opaken Kristalle weisen einen glas- bis perlmuttartigen Glanz auf oder sind seidenglänzend. Nach längerer Zeit an der Luft soll sich ein wachsartiger Glanz entwickeln. Natürlich geätzte Kristalloberflächen sind matt.
Carletonit weist eine sehr vollkommene Spaltbarkeit nach {001} und eine gute Spaltbarkeit nach {110} auf, bricht aufgrund seiner Sprödigkeit aber ähnlich wie Amblygonit, wobei die Bruchflächen uneben ausgebildet sind. Mit einer Mohshärte von 4 bis 4,5 gehört Carletonit zu den mittelharten Mineralen, die sich wie die Referenzminerale Fluorit und Apatit mehr oder weniger leicht mit einem Taschenmesser ritzen lassen. Die gemessene Dichte für Carletonit beträgt 2,45 g/cm³, die berechnete Dichte für das Mineral liegt bei 2,426 g/cm³.
Durch Salzsäure wird Carletonit unter Bildung eines SiO2-Rückstandes angegriffen. Durch Salpetersäure ist das Mineral leicht zersetzbar, wobei sich ein gallerteartiger Rückstand bildet. Durch Schwefelsäure wird Carletonit nur leicht angegriffen.

## Bildung und Fundorte

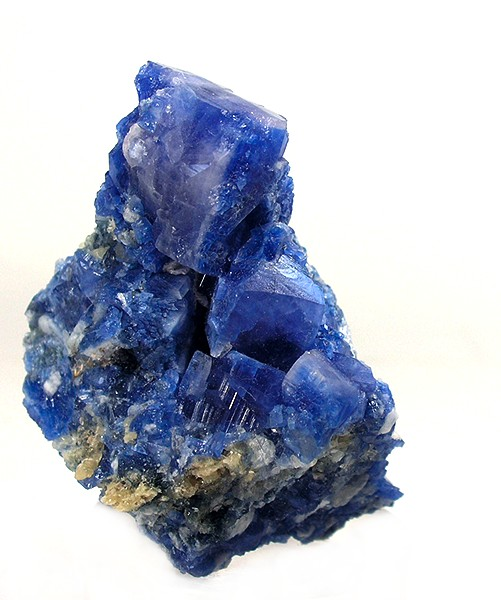
Carletonit-Matrixstufe mit freistehenden, königsblauen Kristallen aus dem Poudrette Quarry (Größe: 4,1 cm × 3,7 cm × 3,1 cm)

Als sehr seltene Mineralbildung konnte Carletonit bisher (Stand 2016) nur von seiner Typlokalität beschrieben werden. Diese ist der weltberühmte Steinbruch des Poudrette Quarry (auch Demix Quarry, Uni-Mix Quarry, Desourdy Quarry und Carrière Mont Saint-Hilaire) am Mont Saint-Hilaire, regionalen Grafschaftsgemeinde La Vallée-du-Richelieu, Montérégie, Québec, Kanada. Carletonit ist hier nach den ersten Funden in den 1960er Jahren noch mehrere Male geborgen worden.
Carletonit kommt ausschließlich in einem intrusiven Gabbro-Syenit-Alkalikomplex vor. Er wird dort in den Kernbereichen von thermometamorph beanspruchten Nebengesteinsxenolithen (ehemalige Schiefern mit zwischengeschalteten Kalksteinen) gefunden, bei denen es sich heute entweder um grünlichgraue oder graue Hornfelse oder um verkieselte Marmore handelt. Im ersten der in der Typpublikation beschriebenen Vorkommen trat Carletonit in Quarzgängen innerhalb von grünlichgrauen Hornfelsen auf und wurde von zitronengelbem Narsarsukit, Calcit, violettem Fluorit und wenig Ankylit, Molybdänit, Leukosphenit, Lorenzenit (Ramsayit) und Galenit begleitet. In einem zweiten Vorkommen fand sich das Mineral im Innern eines Xenoliths von ca. 60 cm Durchmesser. Dessen äußerer Bereich bestand aus einem dunkelgrauen Hornfels mit großen Anreicherungen aus massivem rosa und weißem Albit. Seine innere Zone setzte sich aus grobfaserigem Pektolith, mittelkörnigem Magnesio-Arfvedsonit, massivem rosafarbenem Albit, feinkörnigem Quarz, Fluorapophyllit, violettem Fluorit und Carletonit zusammen. Der massive, rosafarbene Carletonit, der ca. 80 Vol.-% des Kernbereichs einnahm, wurde von idiomorphen Magnesio-Arfvedsonit-Kristallen, Fluorapophyllit und nadeligem Leifit begleitet. In einem dritten Vorkommen bestand die äußere Zone des Xenoliths aus einem grobkörnigen Marmor und die innere Zone aus nahezu reinem, radialfaserigem Pektolith. Hierin fand sich blassblauer Carletonit zusammen mit Mikroklin, Magnesio-Arfvedsonit und winzigen Fluorapophyllit-Kriställchen. In allen drei Vorkommen ist der Carletonit nur in derber bzw. massiver Form gefunden worden.
Der erste bedeutende Fund von blassblauen Carletonit-Kristallen bis 5 cm Länge auf Matrixstufen ereignete sich im Sommer 1983. Zwischen 1983 und 1987 wurden mehrere Male schöne Stufen mit klaren blauen, bis 1 cm langen, Hohlräume auskleidenden Kristallen gefunden. In den Jahren von 1987 bis 1988 sind neben schönen Stufen hauptsächlich scharfkantige Einzelkristalle mit ungewöhnlicher Farbintensität geborgen worden. Dazu zählen wasserklare, tiefblaue Kristalle bis 1,5 cm Länge sowie scharfkantige, prismatische Kristalle bis 6 cm Länge, die einen deutlichen Farbzonarbau (blass- bis tiefblau im Innern/rosa über farblos bis weiß in der Randzone) aufweisen.

## Verwendung
Obwohl die Kristalle des Carletonits zerbrechlich und leicht spaltbar sind, konnten einige kleine Schmucksteine geschliffen werden. So wird von einem 0,34 Karat schweren, dunkelblauen Stein im Smaragdschliff berichtet. Später wurde darauf hingewiesen, dass infolge des Pleochroismus beim Schleifen des Carletonits dessen optische Achse senkrecht zur Tafelfläche orientiert werden muss, um eine gute Farbausbeute zu erreichen – was aber zu relativ kleinen Steinen führt. Trotzdem ist als größter facettierter Carletonit ein 1,48 ct schwerer Stein bekannt, der sich im Besitz von Gilles Haineault befindet.